# ダーシー・ルイス
ダーシー・ルイス（Darcy Lewis）は、複数のスーパーヒーロー映画のクロスオーバー映画シリーズマーベル・シネマティック・ユニバース（MCU）に登場する架空のキャラクターである。
カット・デニングスが演じ、日本語吹替は田村睦心が担当する。
ダーシーは2023年に、MCUのベースとなるマーベル・コミックから発刊された『スカーレット・ウィッチ』第1号に逆輸入される形で、コミックデビューもした。
本項は、“アース616”（正史の宇宙）におけるダーシー・ルイスを主軸として表記する。

## キャラクター像
ジェーン・フォスターの親友である女性。
マイペースで能天気な態度と発言が多く、研究にのめり込むジェーンに文句を浴びせることもあるが、時には彼女やエリック・セルヴィグなど親しい人物のために自ら積極的に動く良心的な一面や見せる。眼鏡をかけることもあり、“ムジョルニア”を「ムニョムニョ」と呼称してしまうとぼけたところもある。

### 『ホワット・イフ...?』版
正史の宇宙以外に存在するダーシーの“変異体”。
ダーシー・ルイス（アース72124）
“アース72124”のダーシー。基本的なキャラクター像は、正史の彼女と同等である。

### 技能
天文物理学者となってからは、天文物理学の博士号を持ち、コンピューターへのハッキング能力を有する

## 各作品における活躍
『マイティ・ソー』
本作では、政治科学専攻の大学生としてMCU初登場。セルヴィグと同様に、序盤から単位取得の為にジェーンの研究に助手として協力し手伝う。また、護身用にテーザー銃を携帯している。“S.H.I.E.L.D.”に研究機材と観測データを押収された際に、自身のiPodも盗られたと呟いたり、ジェーンの意見を尊重する顔や、“デストロイヤー”が町に現れるとセルヴィグたちと協力して真っ先に皆へ避難を呼びかける場面も見せた。ソーの復活と“アスガルド”への帰還を見届け、その事後も、ジェーンたちと天文観測を続ける。
『マイティ・ソー/ダーク・ワールド』
本作でもジェーンの研究をサポートし、自身もインターンのイアン・ブースビーを連れるようになった。位相計が故障したからと言ってジェーンとリチャードのランチの場に割り込んだり、ロンドンで危なげに自動車を運転して対向車と衝突しそうになったり、廃墟の調査で見つけた世界の境目に色々な物を投げ込んで楽しんだりと、相変わらずな性格だったが、調査中に5時間も姿を消したジェーンを心配し地元警察へ捜索を頼んだり、イアンと2人で精神病院に出掛けて収容されたセルヴィグを退院させた。
クライマックスの戦闘では、“ダーク・エルフ”らに襲われかけるが、思いがけない行動で自分を救ったイアンを見直し、厚いキスを交わして恋人同士となる。
『ワンダヴィジョン』第3〜9話
本作では天文物理学者として“S.W.O.R.D.”による“ウエストビュー”の調査に駆り出される形で登場。「私は理数系だから事実しか見ない」・「終わったことは振り返らない主義。報告は弱虫のすること」などの主張をするくらいにこれまで通りの一面を見せるも、「ミス・ルイス」と呼ばれると「ドクター・ルイス」と訂正するように求めたり、血液細胞が変化しているにもかかわらずウエストビューに向かおうとするモニカ・ランボーを気遣って引き止めようとしたり、消滅しかけるヴィジョン（カオス・マジック）に駆け寄ろうとするなど、現在の肩書に誇りを持ち、良識ある行動もとれる女性学者として描写され、調査で出会ったモニカやジミー・ウーと協力して騒動の解決に乗り出し、ヴィジョン（カオス・マジック）との交流も見せる。
ウエストビュー外周に構えられたS.W.O.R.D.の臨時基地に赴くと現地に発せられる電磁波を解析し、古いテレビを多数用意させることで、ワンダとヴィジョンたちが繰り広げている“シットコム”を外部から視聴できる状態を確立。また、ウエストビューを取り巻く領域を“ヘックス”と名付けた。だがタイラー・ヘイワードの横暴さに辟易してその場から追い出されたことから、同じ立場となったモニカやウーと組み、3人で独自に動くことにすると、基地のコンピューターをハッキングし、ヘイワードが陰で進めている“白目作戦”を突き止めた。
その後ヴィジョン（カオス・マジック）がヘックスから脱出して苦しむと、見つかって拘束されることも顧みず彼を救うようヘイワードらに呼びかけるも、ワンダが拡大したヘックスに取り込まれて他のS.W.O.R.D.職員同様にサーカス団の一員に変わってしまった。最初は自身の役割通りに振る舞っていたが、窮地を脱したヴィジョン（カオス・マジック）に「気持ちが通じ合った」と認められて洗脳を解かれ、車両を運転し共にワンダの下へ向かった。そのままワンダの下には辿り着けなかったものの、自身の存在の真相に悩むヴィジョン（カオス・マジック）に「あなたとワンダの愛は本物に見えた」と励ましの言葉をかけて、彼を奮い立たせた。そして部隊を率いてワンダたちを始末しようとしていたヘイワードの車両に突撃し、彼を抑えるも、ワンダがウエストビューを去った後の事後処理には姿を見せずに終わる。
『ホワット・イフ...?』
シーズン1第7話
アース72124のダーシーが登場。
シーズン2第3話
『ソー:ラブ&サンダー』

## その他のバージョン

### 『スカーレット・ウィッチ』
報道ジャーナリストのダーシー・ルイスは、犯罪組織“バッカエ”に潜入することに成功した。しかし彼女は、正体を見破った女性メンバーの一人を正当防衛のために手にかけてしまい、その後逃亡を続け、最終的に“ラストドア”を通ってワンダ・マキシモフ/スカーレット・ウィッチの“エンポリアム”に連れて来られた。ワンダに自分の問題を明かすことを渋ったダーシーだったが、ワンダは彼女をエンポリアムで働かせた。一方バッカエは、ダーシーを追い詰めて殺すために彼らのパトロンであるスキタイを召喚した。2度の長期戦の後、ワンダはスキタイにダーシーを助けるよう説得し、ダーシーはエンポリウムの従業員として雇われた。